# Shigeyoshi Mochizuki
Shigeyoshi Mochizuki (望月 重良, Mochizuki Shigeyoshi) est un footballeur japonais né le 9 juillet 1973 dans la préfecture de Shizuoka au Japon.